# ТЕС Гамм-Унтроп
ТЕС Гамм-Унтроп – теплова електростанція в Німеччині, споруджена за технологіює комбінованого парогазового циклу. Розташована у федеральній землі Північний Рейн – Вестфалія, на північний схід від Дортмунду.
Два однотипних енергоблоки потужністю по 425 МВт ввели в експлуатацію у 2008 році. Вони обладнані турбінами Siemens: газовою V94.3A4 потужністю 280 МВт та паровою потужністю 145 МВт. Котли-утилізатори, необхідні для роботи парогазової станції, виготовила компанія Ansaldo.
Паливна ефективність електростанції становить 57,7%, що значно вище ніж у конденсаційних ТЕС, проте вже поступається спорудженим протягом наступних кількох років енергоблокам (ТЕС Іршинг або Лаусвард).